# Apenas sesenta
A penas sesenta  es el décimo quinto capítulo del ciclo de unitarios ficcionales del programa Historias de corazón, emitido por Telefe. Este episodio se estrenó el día 23 de abril de 2013.

## Trama
Marita es una mujer de 60 años, que ha dedicado toda su vida a sus hijas y su marido. Nacho, su marido, hace tiempo perdió el interés por su esposa y a raíz de ello se dedica a tener aventuras pasajeras con jóvenes mujeres. Marita, a pesar de amar a su esposo durante 35 años, deberá resolver el día de su cumpleaños qué hacer con su vida en adelante.

## Elenco
- Virginia Lago - Marita
- Víctor Laplace - Ignacio
- Rita Terranova - Estella
- Osvaldo Santoro - Roco
- Manuela Pal - Pilar
- Emme - Raquel
- Adriana Ferrer - Rosa
- Marcelo Zamora - Juan
- Eugenia Carraro - Romina

## Ficha técnica
- Autor: Patricia Palmer
- Coordinación autoral: Esther Feldman
- Producción ejecutiva: Susana Rudny
- Dirección: Pablo Vásquez